# 名川太郎
名川 太郎（ながわ たろう、1956年 - 2020年）は、日本のピアニスト。NHKテレビ体操・ラジオ体操へ出演していたことで知られる。

## 経歴
東京都出身。
東京藝術大学作曲科卒業。1991年より演奏を始めた。
NHKテレビ・ラジオ体操のピアニストに選ばれ、幅しげみをはじめとする4人で出演した。
2018年には、香川県宇多津町で「巡回ラジオ体操・みんなの体操会」が行われた。その際にピアノ伴奏を担当。そのイベントには約800人が参加した。
2019年3月、テレビ体操を引退。
脳出血で倒れ、その後死去。